# Theodor Adorno
Theodor W. Adorno, właśc. Theodor Ludwig Wiesengrund (ur. 11 września 1903 we Frankfurcie nad Menem, zm. 6 sierpnia 1969 w Vispie w Szwajcarii) – niemiecki filozof, socjolog, teoretyk muzyki i kompozytor. Był jednym z czołowych przedstawicieli „szkoły frankfurckiej” i współpracownikiem Institut für Sozialforschung, współtwórca teorii krytycznej.
Już jako młody krytyk muzyczny i socjolog-amator Adorno był przede wszystkim filozofem. Etykietka „filozofa społecznego” podkreśla krytyczny charakter jego myślenia filozoficznego, które od 1945 r. zajmuje ważne miejsce w teorii krytycznej szkoły frankfurckiej.

## Życiorys

### Wczesne lata frankfurckie
Adorno urodził się we Frankfurcie jako jedyne dziecko Oscara Alexandra Wiesengrunda (1870–1941, pochodzenia żydowskiego, konwertyty na protestantyzm, handlarza winem) i śpiewaczki Marii Barbary z domu Maria Calvelli-Adorno della Piana (1865–1952), katoliczki, której drugą połowę nazwiska panieńskiego przekształcił we własne nazwisko, przy czym dodał też za swoim imieniem „W.”, skrót od nazwiska ojca „Wiesengrund”. Z rodziną mieszkała utalentowana muzycznie ciotka Agata. Młody Theodor z pasją oddawał się grze na fortepianie na cztery ręce. Radość jego dzieciństwa podnosiły coroczne letnie pobyty w Amorbach. Uczęszczał do Kaiser-Wilhelm-Gymnasium, gdzie okazał się bardzo zdolnym uczniem i które ukończył w wyjątkowo wczesnym wieku 17 lat. W wolnym czasie brał prywatne lekcje kompozycji u Bernharda Seklesa, a w sobotnie popołudnia czytał Kantowską Krytykę czystego rozumu razem z o 14 lat starszym przyjacielem Siegfriedem Kracauerem – twierdził później, że więcej zawdzięczał tym lekturom niż któremukolwiek ze swoich nauczycieli akademickich.
Na Uniwersytecie we Frankfurcie nad Menem studiował filozofię, psychologię, muzykologię i socjologię. Szybko, bo już w 1924 r. ukończył studia na podstawie pracy o Husserlu. W międzyczasie poznał swoich najważniejszych współpracowników ze szkoły frankfurckiej, w tym Maxa Horkheimera i Waltera Benjamina.

### Intermezzo wiedeńskie
W czasie studiów we Frankfurcie zajmował się krytyką muzyczną. Wierzył, że stanie się ona jego przyszłym zawodem. Mając ten cel na uwadze, skorzystał ze znajomości z Albanem Bergiem, by rozpocząć studia w Wiedniu na początku stycznia 1925 r. Nawiązał także kontakty z innymi wielkimi przedstawicielami szkoły wiedeńskiej, Antonem Webernem i Arnoldem Schönbergiem. W jego własnych kompozycjach muzycznych zaznacza się wpływ stylu Berga i Schönberga. Szczególnie rewolucyjna atonalność muzyki Schönberga inspirowała 22-letniego filozofa do refleksji nad nową muzyką, które jednak nie zostały dobrze przyjęte przez jej zwolenników. To rozczarowanie pomogło mu zerwać z karierą krytyka i zająć się nauczaniem akademickim i refleksją społeczną. Pozostał jednak redaktorem naczelnym awangardowego czasopisma Anbruch. Ambicje filozoficzne przeważyły nad pisarstwem muzykologicznym. Ważny wpływ z okresu wiedeńskiego pochodzi z wykładów Karla Krausa, na które uczęszczał razem z Albanem Bergiem i Györgym Lukácsem, którego Teorią powieści entuzjazmował się jeszcze w gimnazjum.

### Drugi okres frankfurcki
Po powrocie z Wiednia, Adorno doświadczył nowych przeszkód: po tym jak opiekun stanowiącej rozległy traktat psychologiczno-filozoficzny pracy habilitacyjnej Adorna Hans Cornelius i jego asystent Max Horkheimer wyrazili co do niej swoje wątpliwości, wycofał ją na początku 1928. Osiągnięcie venia legendi (prawo i obowiązek wykładania na wyższej uczelni) zajęło mu jeszcze trzy kolejne lata, kiedy przedstawił pracę Kierkegaard: Konstruktion des Ästhetischen (Kierkegaard: interpretacja estetyki) swojemu nowemu promotorowi, Paulowi Tillichowi. Tematem wykładu inauguracyjnego Adorna było obecne znaczenie filozofii, przedmiot jego rozważań przez całe dalsze życie. Po raz pierwszy krytykował w nim heglowskie pojęcie całości, antycypując swoją sławną formułę „całość jest nieprawdą” (z Minima Moralia). Uprawnienia zawodowe Adorna zostały w 1933 odwołane przez nazistów, razem z uprawnieniami wszystkich profesorów niearyjskiego pochodzenia. Pomiędzy pierwszymi wykładami Adorna było seminarium o traktacie Benjamina  Ursprung des deutschen Trauerspiels (Pochodzenie tragedii niemieckiej). Jego esej z 1932 Zur gesellschaftlichen Lage der Musik (Sytuacja społeczna muzyki) był wkładem Adorna do pierwszego numeru redagowanego przez Horkheimera czasopisma Zeitschrift für Sozialkunde. Dopiero w 1938 został członkiem Institut für Sozialforschung.

### Między Berlinem a Oksfordem (1934–1937)
Pod koniec lat dwudziestych Adorno podczas swoich wizyt w Berlinie nawiązał bliskie relacje z Walterem Benjaminem i Ernstem Blochem (którego prace poznał wcześniej – już w 1921 r. zapoznał się z Geist der Utopie pierwszą znaczącą pracą Blocha), tam też poznał Margarethe (Gretel) Karplus (1902–1993), którą poślubił w 1937 w Londynie. W 1934 r. uciekając przed reżimem nazistowskim wyemigrował do Anglii z nadzieją na otrzymanie profesury uniwersytetu w Oksfordzie, nie otrzymawszy spodziewanego stanowiska, podjął studia doktoranckie i poświęcił się studiom nad filozofią Husserla. W 1936 r. Zeitschrift opublikował jeden ze swoich najbardziej kontrowersyjnych tekstów Über Jazz [O Jazzie]. Artykuł ten nie tyle był omówieniem samego zagadnienia jazzu jako pewnego stylu muzycznego, ile pierwszym znaczącym wystąpieniem przeciwko kulturze masowej i bujnemu rozwojowi przemysłu rozrywkowego. Adorno uważał, że przemysł rozrywkowy jest systemem, poprzez który kontroluje się społeczeństwo i który ogranicza prawdziwą ekspresję artystyczną. Kontakt listowny z Horkheimerem, który żył wtedy na wygnaniu w Stanach Zjednoczonych, choć rzadki, przyniósł Adorno ofertę pracy w Ameryce.

### Emigrant w Stanach Zjednoczonych (1938–1949)
Po pierwszej wizycie w Nowym Jorku (1937) powziął postanowienie, by tam zamieszkać. W Brukseli pożegnał się z rodzicami (którzy dołączyli do niego w 1939), w San Remo z Benjaminem, który wolał pozostać w Europie, co ograniczyło ich kontakt do listów. Krótko po przybyciu do Nowego Jorku Adorno został oficjalnym członkiem Institute for Social Research Horkheimera. Był też konsultantem muzycznym Radio Project kierowanego przez austriackiego socjologa Paul Lazarsfelda projektu badającego wpływ rozwoju radia na społeczeństwo, wkrótce skoncentrował jednak wszystkie swoje wysiłki na współpracy z Horkheimerem.

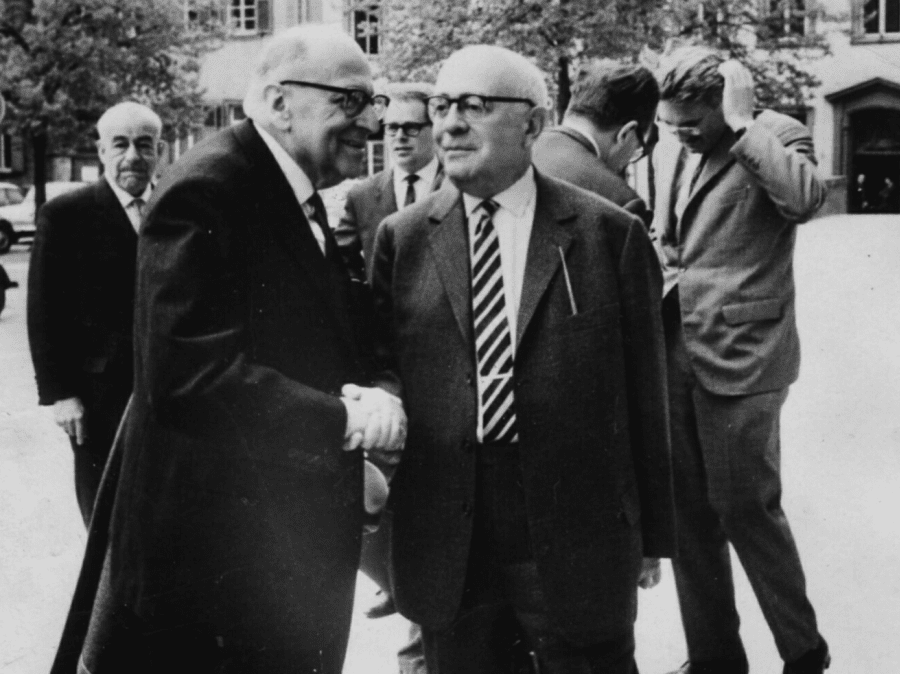
Max Horkheimer (z lewej), Theodor Adorno (z prawej) i Jürgen Habermas (z prawej, w głębi) w 1965 w Heidelbergu

Razem przenieśli się do Los Angeles, gdzie przez następne siedem lat Adorno nauczał i był jednym z kierowników jednostki badawczej Uniwersytetu Kalifornijskiego. Owocem ich wspólnej pracy była książka Dialektyka Oświecenia (Dialektik der Aufklärung) z 1947. W tym ważnym dziele Adorno i Horkheimer analizują tendencję cywilizacji do samozniszczenia. Stawiają w niej tezę, że Oświecenie przekształciło ideę rozumu w irracjonalną siłę. W konsekwencji rozum zaczął dominować nie tylko nad naturą, ale także nad samą ludzkością. W racjonalizacji ludzkości widzą przyczynę powstania faszyzmu i innych systemów totalitarnych. W związku z tym Adorno uznawał za drogę do emancypacji ludzkości nie racjonalizm, a sztukę.
W 1945 zaniechał działalności kompozytorskiej. Motywował to własną sławną opinią, że „pisanie poezji po Auschwitz jest barbarzyństwem” (Nach Auschwitz ein Gedicht zu schreiben, ist barbarisch).

## Poglądy i koncepcje

### Kultura masowa według Adorno
Adorno uważał, że kulturę masową możemy określić mianem „przemysłu kulturalnego” – ze względu na jej zautomatyzowany charakter, niczym w fabryce. Poprzez to różne systemy autorytarne mogą ją wykorzystywać, by osiągnąć swoje cele. Adorno twierdzi także, że kultura masowa, od momentu swojego powstania w XIX wieku, niszczy zarówno autentyczną kulturę popularną z przeszłości (np. tę opartą na przekazie ustnym), jak też tzw. „kulturę wysoką” – wymagającą od odbiorcy wysiłku intelektualnego.

### Krytyka
Krytycy Adorna wywodzą się z wielu środowisk intelektualnych. Są wśród nich marksiści, neopozytywiści (Ralf Dahrendorf, Karl Popper), neokonserwatyści i wielu innych, sfrustrowanych niejasnym stylem pism Adorna. Wielu marksistów oskarża teorię krytyczną o wypaczenie myśli Marksa przez przyjęcie wielu wątków jego filozofii przy jednoczesnym odrzuceniu politycznych celów stanowiących jej istotę.

#### Marksiści

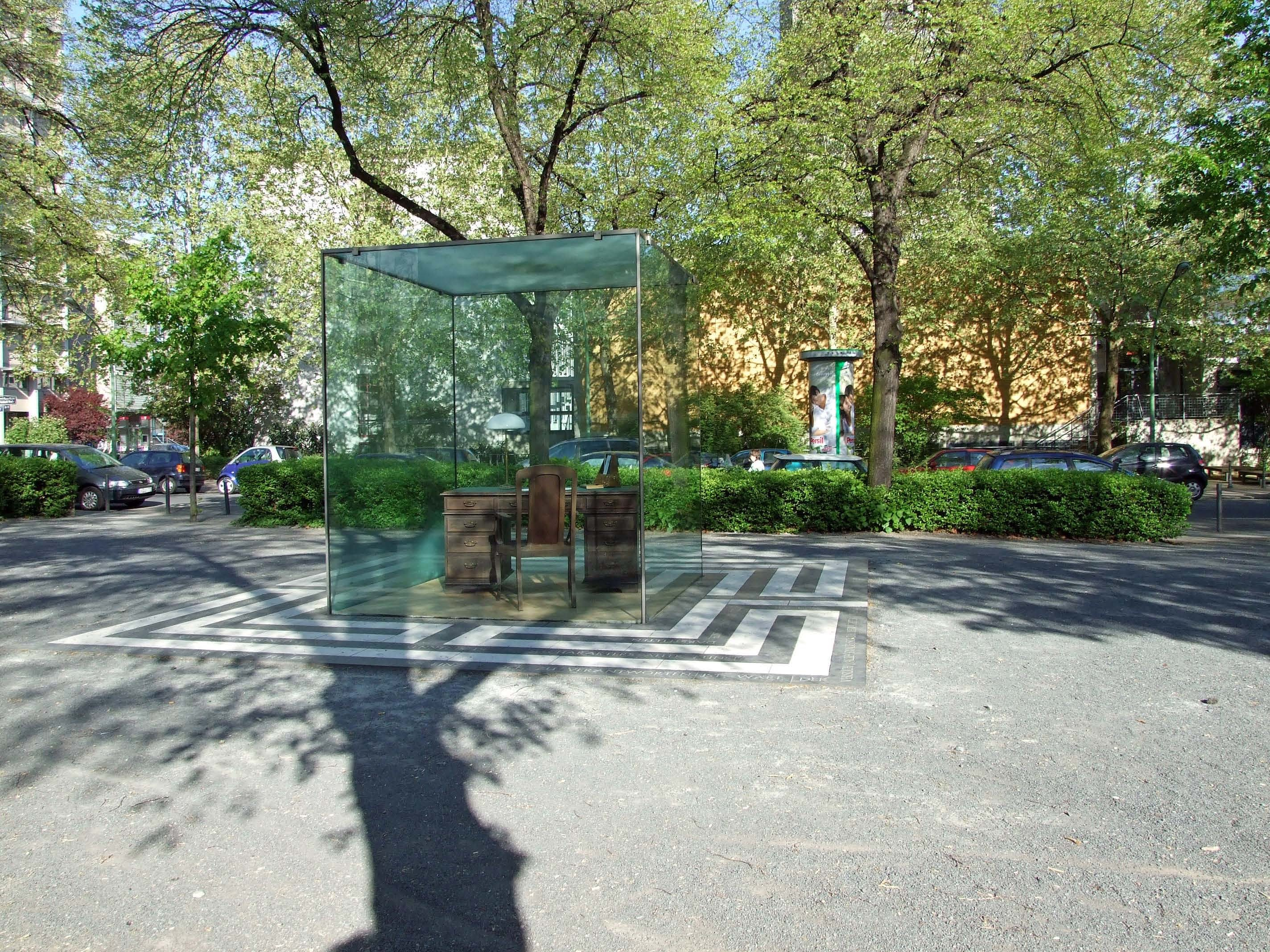
Pomnik Adorna we Frankfurcie autorstwa Wadima Zacharowa (biurko, krzesło, lampa, dywan i inne przedmioty takie jak metronom z jego gabinetu)

Według Horsta Müllera, autora Kritik der kritischen Theorie („Krytyki teorii krytycznej”), Adorno zakłada totalność jako automatyczny system. To założenie jest zgodne z adornowską ideą społeczeństwa jako systemu samoregulującego się, z którego trzeba się wyzwolić (ale, z którego nikt nie może się wyzwolić). Adorno ten stan rzeczy określał jako istniejący, choć nieludzki, podczas gdy Müller argumentuje przeciw samemu istnieniu takiego systemu. Müller twierdzi, że teoria krytyczna nie przynosi ze sobą żadnej praktycznej recepty na zmianę społeczną. Uważa ponadto, że Jürgen Habermas, w szczególności, a szkoła frankfurcka, w ogólności, błędnie rozumieją i interpretują Marksa.
György Lukács, jeden z najwybitniejszych filozofów marksistowskich w XX wieku, w przedmowie z 1962 r. do swej Teorii powieści w sposób bezwzględny określił Adorna jako pensjonariusza rezydencji w „Grand Hotel Abyss”. Należy przez to rozumieć lukácsowskie (który swego czasu wspierał koncepcję „realizmu socjalistycznego” i był filarem marksizmu w NRD) łączenie Adorna z przestarzałym przed-marksizmem, który oddaje się rozpaczaniu nad niesprawiedliwością społeczną, choć sam rozkoszuje się i korzysta z burżuazyjnego stylu życia.

## Pisma

### Prace Adorna w oryginale
- Kierkegaard. Konstruktion des Ästhetischen. Tübingen 1933
- Dialektik der Aufklärung. Philosophische Fragmente. Amsterdam 1947 (wraz z Maxem Horkheimerem)
- Philosophie der neuen Musik. Tübingen 1949
- The Authoritarian Personality. New York 1950 (wraz z Else Frenkel-Brunswik(inne języki), Danielem J. Levinsonem(inne języki) i Nevitt Sanfordem(inne języki))
- Minima Moralia. Reflexionen aus dem beschädigten Leben. Berlin, Frankfurt a. M. 1950
- Versuch über Wagner. Berlin, Frankfurt a. M. 1952
- Prismen. Kulturkritik und Gesellschaft. Berlin, Frankfurt a. M. 1955
- Zur Metakritik der Erkenntnistheorie. Studien über Husserl und die phänomenologischen Antinomien. Stuttgart 1956
- Dissonanzen. Musik in der verwalteten Welt. Göttingen 1956
- Aspekte der Hegelschen Philosophie. Berlin, Frankfurt a. M. 1957
- Noten zur Literatur I. Berlin, Frankfurt a. M. 1958
- Klangfiguren. Musikalische Schriften I. Berlin, Frankfurt a. M. 1959
- Mahler. Eine musikalische Physiognomie. Frankfurt a. M. 1960
- Noten zur Literatur II. Frankfurt a. M. 1961
- Einleitung in die Musiksoziologie. Zwölf theoretische Vorlesungen. Frankfurt a. M. 1962
- Sociologica II. Reden und Vorträge. Frankfurt a. M. 1962 (wraz z Maxem Horkheimerem)
- Drei Studien zu Hegel. Frankfurt a. M. 1963
- Eingriffe. Neun kritische Modelle. Frankfurt a. M. 1963
- Der getreue Korrepetitor. Lehrschriften zur musikalischen Praxis. Frankfurt a. M. 1963
- Quasi una fantasia. Musikalische Schriften II. Frankfurt a. M. 1963
- Moments musicaux. Neu gedruckte Aufsätze 1928-1962. Frankfurt a. M. 1964
- Jargon der Eigentlichkeit. Zur deutschen Ideologie. Frankfurt a. M. 1964
- Noten zur Literatur III. Frankfurt a. M. 1965
- Negative Dialektik. Frankfurt a. M. 1966
- Ohne Leitbild. Parva Aesthetica. Frankfurt a. M. 1967
- Berg. Der Meister des kleinsten Übergangs. Wien 1968
- Impromptus. Zweite Folge neu gedruckter musikalischer Aufsätze. Frankfurt a. M. 1968
- Sechs kurze Orchesterstücke op. 4. Milano 1968
- Komposition für den Film. München 1969 (wraz z Hannsem Eislerem)
- Stichworte. Kritische Modelle 2. Frankfurt a. M. 1969

### Tłumaczenia prac na j. polski
Prace autorskie
- (z Maxem Horkheimerem) Dialektyka oświecenia. Fragmenty filozoficzne, wyd. I: tł. Małgorzata Łukasiewicz, Warszawa 1994, Wydawnictwo IFiS PAN, s. 298, ISBN 83-86166-12-6; wyd. II: Warszawa 2010, Wydawnictwo Krytyki Politycznej, s. 320, ISBN 978-83-61006-85-5 (Dialektik der Aufklärung. Philosophische Fragmente 1947)
- Filozofia nowej muzyki, tłum. Fryderyka Wayda, Warszawa 1974, PIW, s. 280, seria Biblioteka Myśli Współczesnej (Philosophie der neuen Musik 1949)
- Osobowość autorytarna, Warszawa 2010, Wydawnictwo Naukowe PWN, s. 350, ISBN 978-83-01-16413-3 (The Authoritarian Personality 1950)
- Minima moralia. Refleksje z poharatanego życia, Kraków, wyd I: 1999, wyd II: 2009; Wydawnictwo Literackie, s. 380, ISBN 978-83-08-04315-8 (Minima Moralia. Reflexionen aus dem beschädigten Leben 1950)
- Dialektyka negatywna, tł. i wstęp: Krystyna Krzemieniowa, współpraca Sław Krzemień-Ojak, Warszawa 1986, PWN, seria Biblioteka Współczesnych Filozofów, s. 622, ISBN 83-01-05477-8 (Negative Dialektik 1966)
- Teoria estetyczna, Warszawa 1994, PWN, s. 704, seria Biblioteka Współczesnych Filozofów, ISBN 83-01-11334-0 (Ästhetische Theorie 1970)
- Nowy prawicowy radykalizm. Wykład o jego kilku aspektach, tł. Mikołaj Ratajczak, posłowie: Volker Weiß, Kraków 2020, Wydawnictwo Znak, ISBN 978-83-240-4411-5.

Antologie tekstów
- Sztuka i sztuki. Wybór esejów, Warszawa 1990, PIW, tł. Krystyna Krzemień-Ojak, wybór i wstęp K. Sauerland, s. 340, ISBN 83-06-01908-3.
- O literaturze. Wybór esejów, Warszawa 2005, Czytelnik, s. 260, seria Nowy Sympozjon, ISBN 83-07-02978-3.

Teksty w antologiach
- Liryka a społeczeństwo, tłum. b.d. [w:] Andrzej Mencwel (red.), W kręgu socjologii literatury, PIW, Warszawa 1980
- Miejsce narratora we współczesnej powieści, tłum. b.d. [w:] Ryszard Handke (red.),
- W kwestii: co jest niemieckie? tłum. Krystyna Górniak, [w:] Jerzy W. Borejsza i Stefan H. Kaszyński (red.), Po upadku Trzeciej Rzeszy, Czytelnik, Warszawa 1981
- Socjologia i dialektyka, tłum. b.d. [w:] Edmund Mokrzycki (red.), Kryzys i schizma. Antyscjentystyczne tendencje w socjologii współczesnej, PIW, Warszawa 1984
- Elementy antysemityzmu. Granice oświecenia, tłum. Zofia Rybicka, [w:] Hubert Orłowski (red.), Wobec faszyzmu, PIW, Warszawa 1985 (wraz z Maxem Horkheimerem)
- O społecznej sytuacji muzyki, tłum. Jerzy Łoziński, [w:] Jerzy Łoziński (red.), Szkoła frankfurcka, Kolegium Otryckie, Warszawa 1985–1987
- Spengler dziś, tłum. Janusz Stawiński, [w:] ibid.
- Teoria estetyczna, tłum. Leon Kasajew, [w:] Stefan Morawski (red.), Zmierzch estetyki – rzekomy czy autentyczny? Czytelnik, Warszawa 1987

Teksty w periodykach
- Ucho, dzban i pierwsze doświadczenie, tłum. Małgorzata Łukasiewicz, [w:] Literatura na Świecie nr 7 (123), Warszawa 1981
- Rozmowa Eliasa Canttiego z Theodorem W. Adorno, tłum. Anna Wołkowicz, [w:] Literatura na Świecie nr 8 (133), Warszawa 1982
- Minima moralia – refleksje ze strzaskanego życia, tłum. b.d. [w:] Lewą Nogą nr 13, Warszawa 2001
- Tabu seksualne a współczesne prawo, tłum. Jacek Zychowicz, [w:] Lewą Nogą nr 14, Warszawa 2004
- Rozum i objawienie, tłum. Adam Lipszyc, [w:] Kronos nr 1 (1), Warszawa 2007

### Ważniejsze opracowania na temat Adorno
- Antoni Malinowski, Szkoła frankfurcka a marksizm, PWN, Warszawa 1979
- Karol Sauerland, Kilka pojęć z estetyki Theodora W. Adorno, [w:] Karol Sauerland, Od Diltheya do Adorna. Studia z estetyki niemieckiej, PIW, Warszawa 1986
- Beata Sierocka, Prolegomena do filozofii krytycznej. Wokół negatywnej dialektyki Th. W. Adorno, Wyd. Uniw. Wrocławskiego, Wrocław 1991
- Herman Mörchen, Władza i panowanie u Heideggera i Adorna, Oficyna Naukowa, Warszawa 1999
- Andrzej Szahaj, Teoria krytyczna szkoły frankfurckiej, Wydawnictwa Akademickie i Profesjonalne, Warszawa 2008